# 유민 (1977년)
유민(본명: 유민영, 1977년 6월 16일 ~ )은 대한민국의 아역 배우이다.

## 출연작

### 영화
- 1986년 《외계에서 온 우뢰매》- 엄차돌 역
- 1986년 《외계에서 온 우뢰매 2》- 엄차돌 역
- 1987년 《외계에서 온 우뢰매 전격 쓰리 작전》- 엄차돌 역
- 1987년 《우뢰매 4탄 썬더V 출동》- 엄차돌 역